# Tarch
Il Tarch (Тарч in cirillico) era un particolare tipo di targa (scudo) in uso presso le forze armate della Russia medievale e rinascimentale (il nome, in lingua tedesca è appunto Russische Targe - it. "Targa Russa"). Al posto dell'umbone, questo scudo presentava un vambrace protendentesi verso l'esterno dotato di innesto per una lama di stocco. Era quindi al contempo arma di difesa ed arma d'offesa.

## Storia
L'introduzione delle armi da fuoco, nel XV secolo, mandò in disuso lo scudo quale utile strumento di difesa passiva. Per contro, sin dal XIV secolo, le sempre più raffinate scuole di scherma tradizionale d'Europa avevano riportato in auge un uso attivo degli scudi di piccole dimensioni (es. brocchiero) abbinati a spade la cui vocazione offensiva iniziavano ad essere i colpi di punta e non più di taglio ed il cui apparato difensivo, la "guardia", cercava di garantire sempre più protezione alla mano non protetta da armatura degli utilizzatori civili (spada da lato).
La conseguente risposta tattica a tutti questi bisogni fu lo sviluppo di particolari armi "ibride", parte scudo e parte spada:
- la "Targa Russa";
- lo Scudo lanterna italiano.

Nelle terre gravitanti intorno al Granducato di Moscovia, interessate, come le contrade del Medioriente, dalla sopravvivenza di forme d'armatura "leggera" (cotta di maglia, usbergo misto a maglia e lamina metallica, ecc.) mentre in Europa occidentale ormai spopolavano le pesanti armature della cavalleria borgognona prima (XV secolo) e dei corazzieri poi (XVI secolo), l'uso di scudi-"armati", quando meno nelle operazioni di difesa (a ridotti, cortine murarie, ponti, ecc.), ebbe largo impiego.

## Costruzione
Arma particolarissima, il tarch si componeva di:
- uno scudo del tipo targa interamente realizzato in acciaio, coperto, internamente, di stoffa ed imbottitura;
- un vambrace, dipartente dal corpo centrale della targa, nel punto in cui sarebbe dovuto esserci l'umbone. Dal vambrace, completo di una manopola leggera per proteggere il dorso della mano e delle dita, sviluppava una lama di stocco o di pugnale assicurata ad un innesto. Come la targa, anche il vambrace era imbottito e coperto di stoffa.

Il sistema di sospensione del tarch consisteva in una vera e propria imbragatura di corda o passamaneria che avvolgeva le spalle ed il ventre dell'utente. La mano, infilata nel vambrace, era solitamente protetta da un guanto in maglia di ferro.

Una feritoia, prossima al bordo della targa superiore rispetto al vambrace, permetteva all'utente di tenere il tarch puntato davanti a sé, la lama protesa a mo' di picca, mantenendo il contatto visivo con l'avversario.
Arma insieme di difesa e d'offesa, la "Targa russa" trova quale suo unico equivalente, nelle panoplie delle altre culture, lo Scudo lanterna del Rinascimento italiano. La Pata dell'India è un'altra arma abbastanza simile al tarch, consta di una spada innestata in un guanto d'arme a manopola coprente buona parte dell'avambraccio dello spadaccino, ma si tratta, in questo caso, di un'arma d'offesa capace di garantire maggior protezione all'utente, non di un ibrido tra arma d'attacco e strumento difensivo vero e proprio.

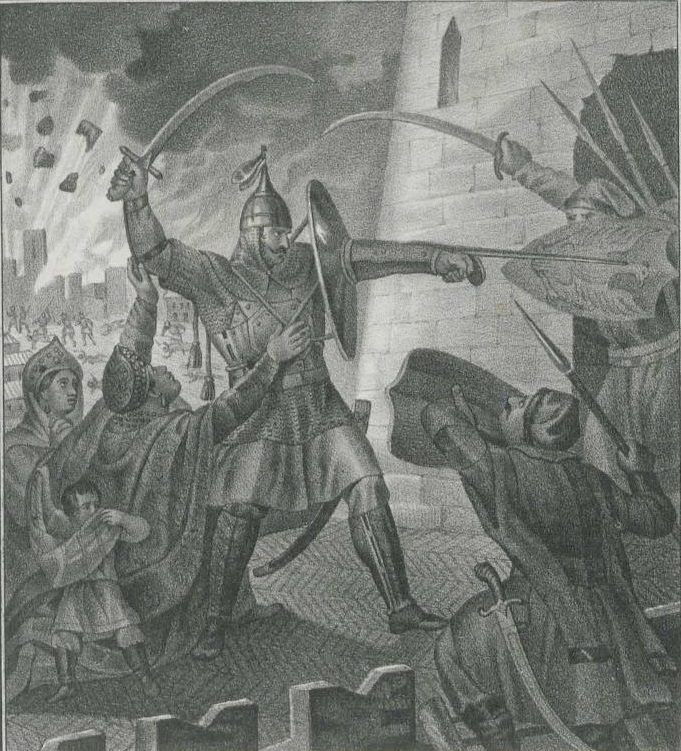
La difesa di Smolensk dall'assedio polacco (v. Assedio di Smolensk (1609-1611)) - Boris Chorikov.
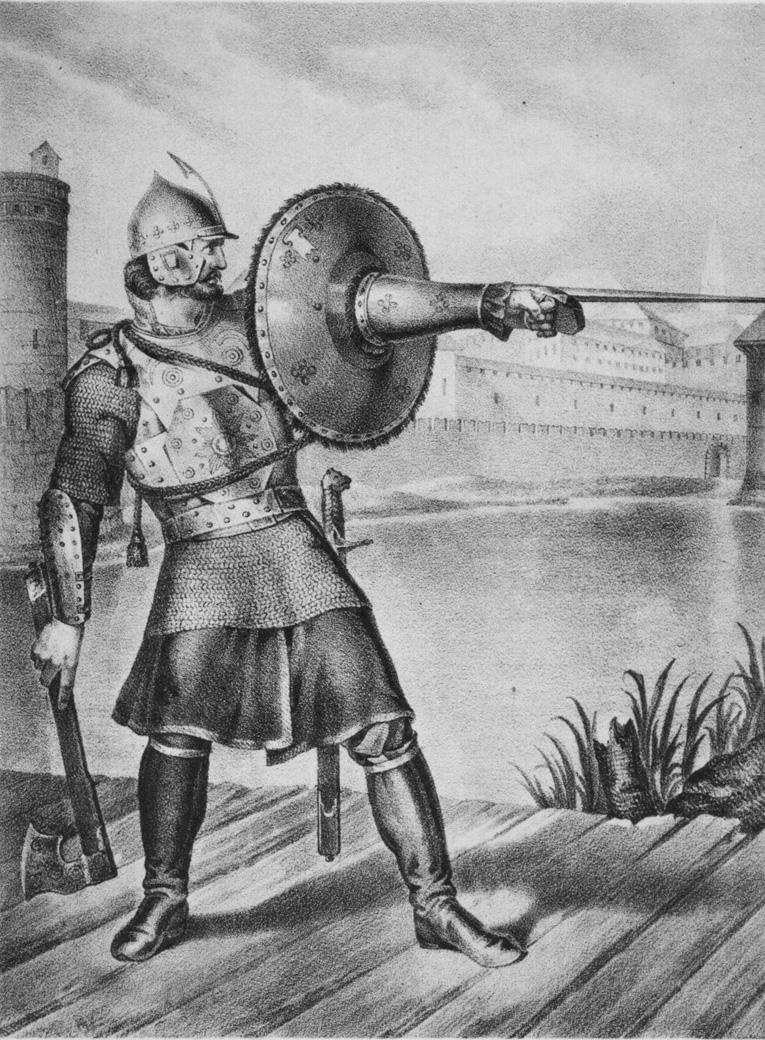
Guerriero armato di tarch e topor con sullo sfondo il Cremlino di Mosca (ca. XVII secolo) - ill. di Aleksandr Viskovatov.

### Fonti
- Viskovatov, Aleksandr Vasilevich (1841), Историческое описание одежды и вооружения российских войск, с рисунками, составленное по высочайшему повелению: Ч. 1.

### Studi
- Miller, Y. (1982), Russian Arms and Armour, Leningrado, Aurora Art Publishers.
- Shpakovsky, V. (2002), Medieval Russian Army 1250-1500, Oxford, Osprey Publishing, ISBN 1-84176-234-2.